# Grace Helen Kent
 (décembre 2017).
Si vous disposez d'ouvrages ou d'articles de référence ou si vous connaissez des sites web de qualité traitant du thème abordé ici, merci de compléter l'article en donnant les références utiles à sa vérifiabilité et en les liant à la section « Notes et références ».
Pour les articles homonymes, voir Kent (homonymie).
Grace Helen Kent est une psychologue américaine née le 6 juin 1875 à Michigan City, Indiana, et morte le 18 septembre 1973 à Sandy Spring, Maryland à l'âge de 98 ans. Elle inventa le test gratuit d'association Kent-Rosanoff.